# Aarde, lucht, water en vuur
Aarde, lucht, water en vuur is een artistiek kunstwerk in Amsterdam-Oost.

## Kunstwerk
De Molukkenstraat kent ter hoogte van de Bataviastraat sinds een wijksanering een poortgebouw, dat voorts leidt tot het complex Djakartaterras. Dat tunneltje was uitgespaard in de nieuwbouw ontworpen door Hans Bosch (1939-2014) uit circa 1983 tussen Molukkenstraat 131-145 onder Molukkenstraat 139. Het werd in de 21e eeuw als gevaarlijk en ongerieflijk ervaren. Op verzoek van Woningstichting Eigen Haard werd kunstenares Simone Hoogervorst van buurtatelier Tante Gerritje gevraagd de tunnel op te fleuren. Het atelier schakelde buurtbewoners in om een kunstwerk te maken bestaande uit vijf tableaus verwijzend naar de vier Griekse elementen Aarde, lucht, water en vuur (het vijfde tableau vermeld de makers etc.). De tableaus werden ingericht in de stijl van Fabrice Hünd, die met allerlei verzamelde nieuwe en oude scherven kunstwerken maakten. Hoogervorst schakelde bij het aanbrengen zestig vrijwilligers in, zoals Hund dat ook wel deed.
De woningstichting won er een "European Responsible Housing Award" mee. 
De tableaus werden nog aangevuld met een plafondschildering in Victoriaans motief (in de stijl van het vijfde tableau) en enkele nijlpaarden om allerlei soort tweewielers te weren. Er bleef toch een blinde muur over en deze werd voorzien van een gepleisterde wolk. Tot slot zijn bij twee toegangsdeuren Indische taferelen aangebracht.

## Afbeeldingen

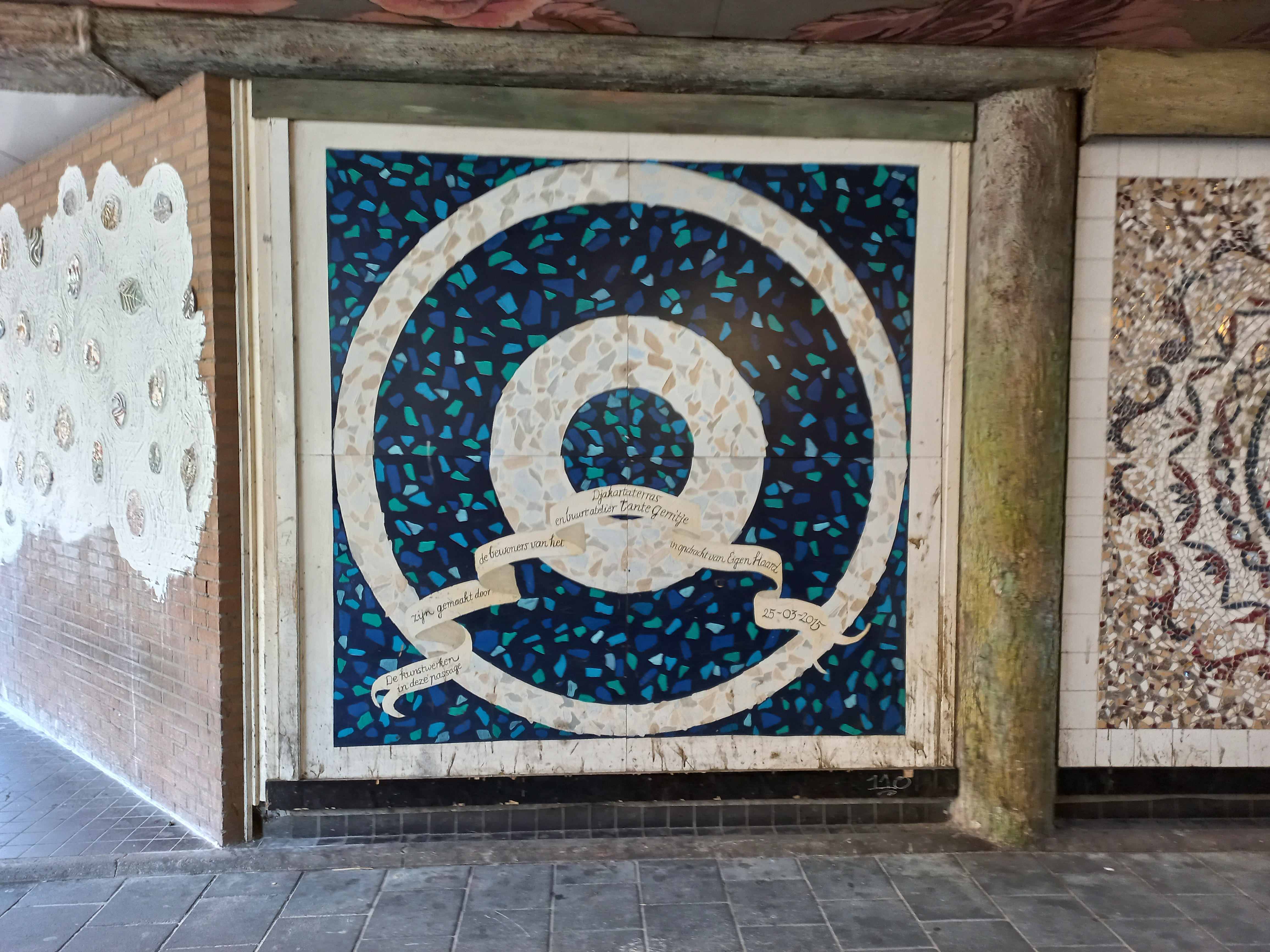
Vijfde tableau (februari 2022)
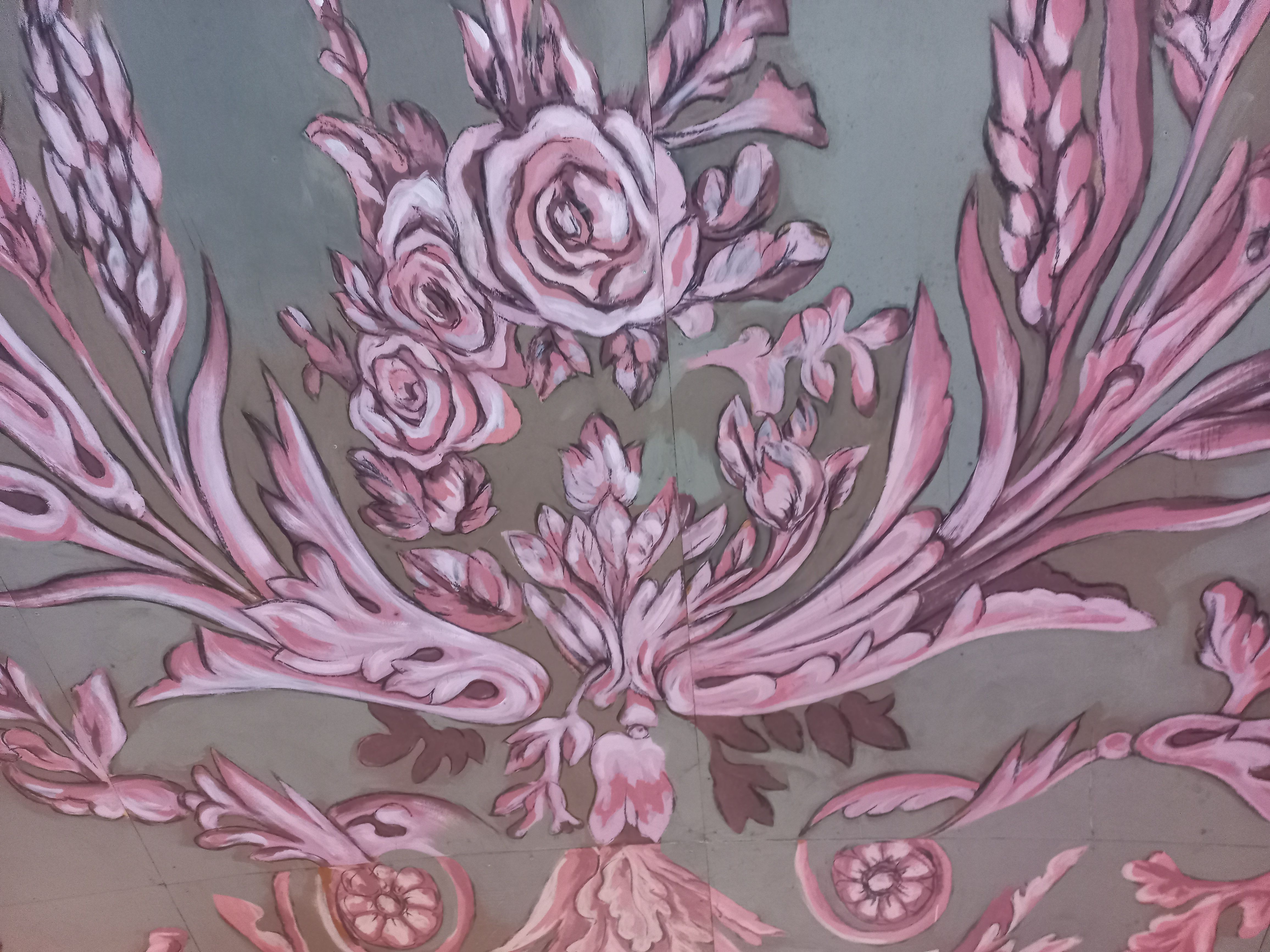
Plafondschildering (februari 2022)
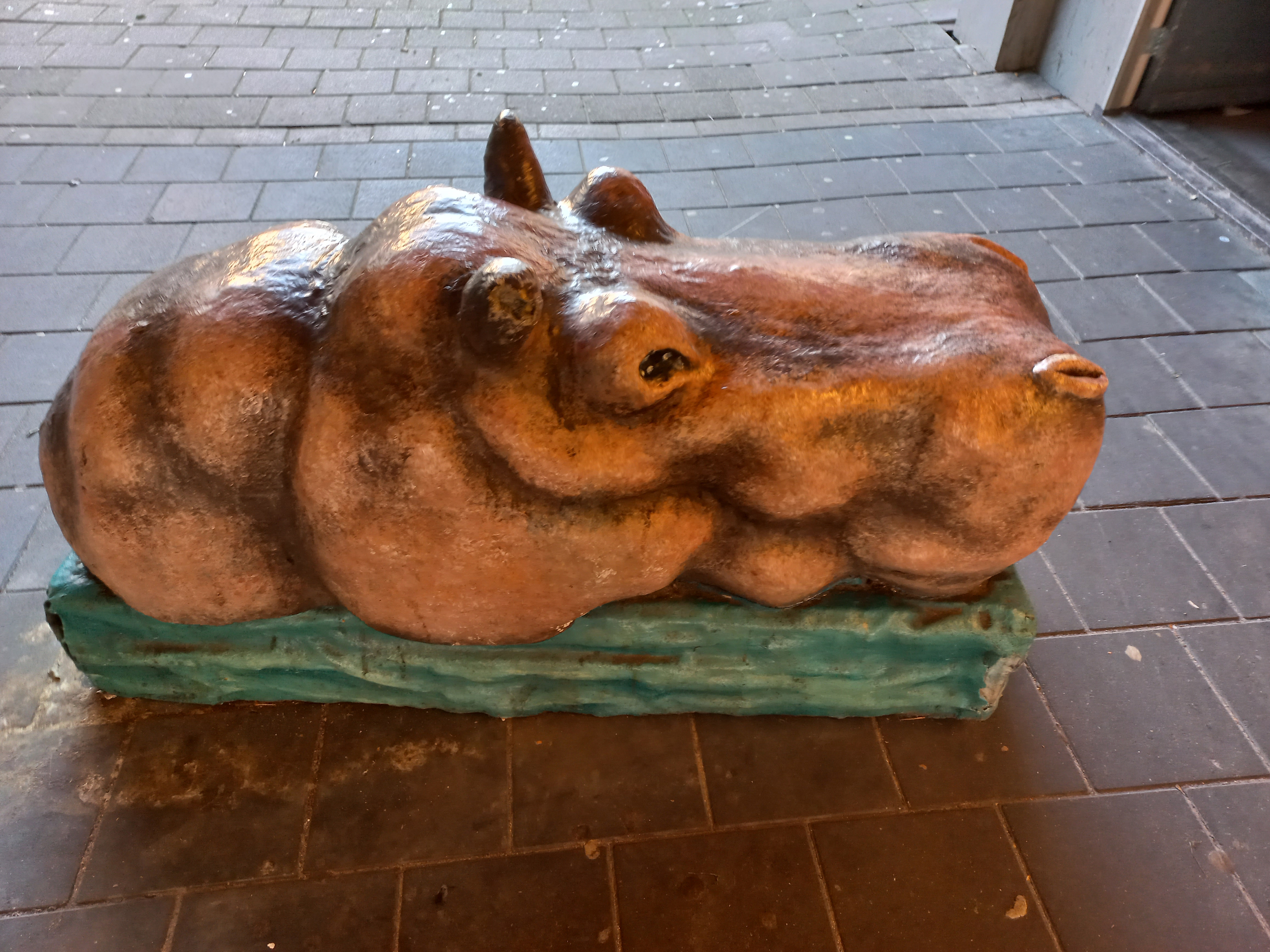
Nijlpaard (februari 2022)
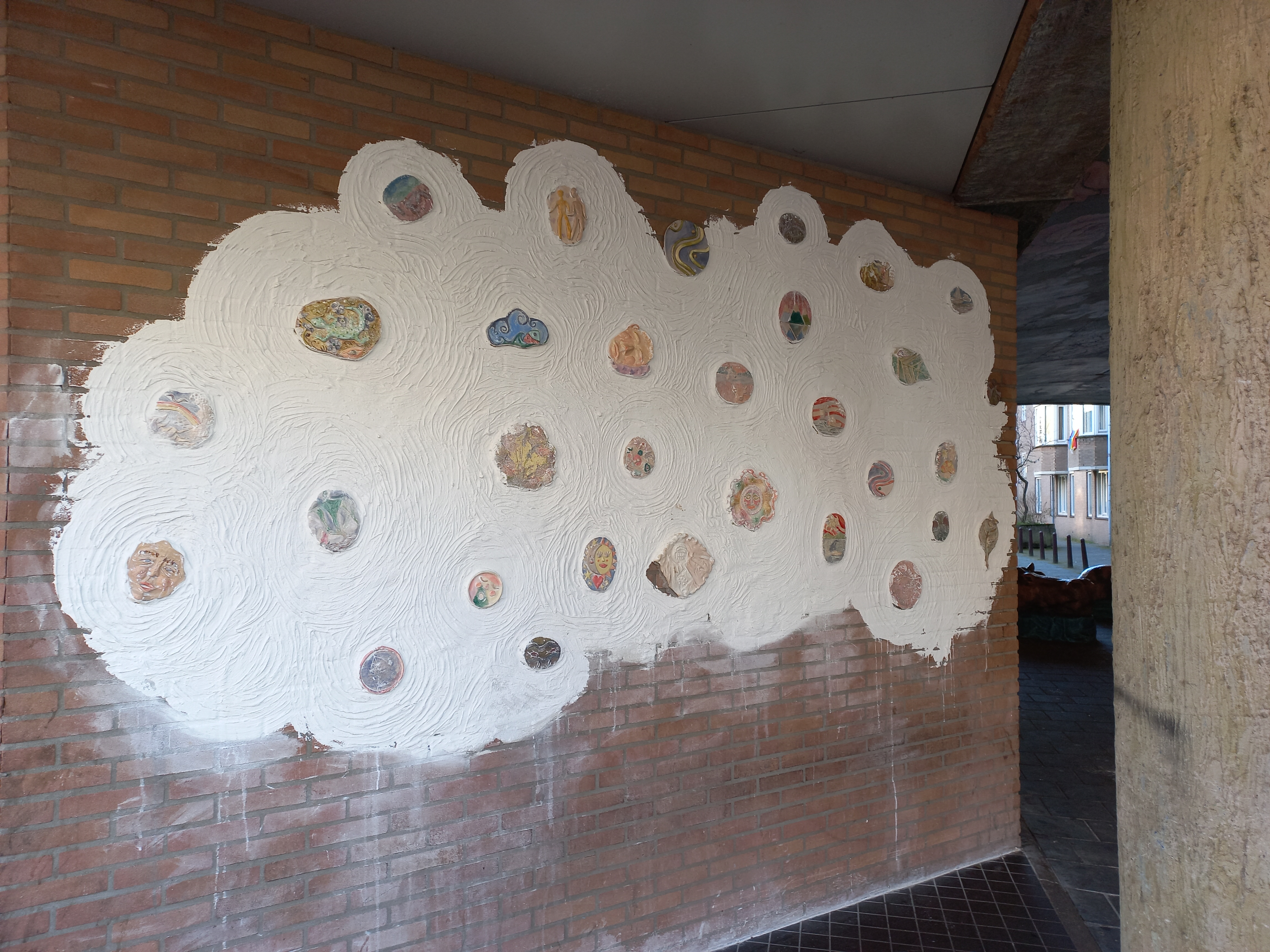
Wolk (februari 2022)